# Filip Alzacki
Filip Alzacki (ur. 1143, zm. 1 sierpnia 1191) – hrabia Flandrii, najstarszy syn hrabiego Thierry'ego Alzackiego i jego drugiej żony Sybilli, córki króla Jerozolimy i hrabiego Andegawenii, Fulka.

## Życiorys
Debiut Filipa jako władcy Flandrii miał miejsce w 1157 r., kiedy wystąpił jako regent hrabstwa podczas nieobecności hrabiego Thierry'ego, który był wówczas na wyprawie do Ziemi Świętej. Walczył wówczas z sukcesami z hrabią Holandii Florisem III i ograniczył plagę piractwa. Floris III został pojmany i uwięziony w Brugii. Pozostawał tam do 1167 r., kiedy odzyskał wolność za oddanie hrabiom Flandrii zwierzchności nad Zelandią. Filip uzyskał również terytoria Waaslandu i Quatre-Métiers.
W 1159 r. poślubił Elżbietę (1143 – 28 marca 1183), córkę Raoula I z Vermandois i Petroneli, córki Wilhelma X Świętego, księcia Akwitanii. W 1167 r. Elżbieta odziedziczyła po śmierci swoich braci ziemie Vermandois i Valois. Filip został iure uxoris panem tych terenów. W 1168 r. został, po śmierci swojego ojca, hrabią Flandrii, będąc już od wielu lat jej współwładcą. Dzięki swojemu małżeństwu stał się najpotężniejszym panem w północnej Francji.
Jego głównym doradcą był Robert d'Aire. Usprawniono działanie administracji państwowej. Filip zyskał również wielki szacunek na arenie międzynarodowej i często pełnił rolę arbitra w różnych konfliktach (np. między królem Francji Ludwikiem VII a królem Anglii Henrykiem II, czy między Henrykiem II a arcybiskupem Canterbury Thomasem Becketem). Przyczynił się również do małżeństwa swojej siostry Małgorzaty z hrabią Hainaut Baldwinem V.
Filip i Elżbieta nie mieli razem dzieci. W 1175 r. Filip odkrył, że żona go zdradza z niejakim Walterem de Fontaines. Krewki hrabia pobił kochanka żony na śmierć, ale z Elżbietą się nie rozwiódł. Uzyskał natomiast od króla Ludwika VII bezpośredni zarząd nad ziemiami swojej żony. Ponieważ jego młodsi bracia, Mateusz i Piotr, zmarli bezpotomnie, w 1177 r. Filip wyznaczył swoimi spadkobiercami siostrę Małgorzatę i jej męża Baldwina.
W tym samym roku Filip wyruszył do Królestwa Jerozolimskiego, z nadzieją na udział w wyprawie przeciwko Egiptowi, w sojuszu z Cesarstwem Bizantyjskim. Bizantyjska flota stała już w Akce, kiedy 2 sierpnia Filip przybył do Outremer. Hrabia był ciotecznym bratem króla Jerozolimy Baldwina IV (matka Filipa i ojciec Baldwina byli przyrodnim rodzeństwem). Chory na trąd Baldwin chciał przekazać Filipowi (jako swojemu najbliższemu męskiemu krewnemu) regencję nad Królestwem i dowodzenie armią chrześcijańską. Filip odmówił jednak przyjęcia tych zaszczytów, twierdząc, że jest tylko skromnym pielgrzymem.
Ostatecznie więc dowodzenie nad armią otrzymał Rejnald z Chatillon, a Filip miał być jego doradcą. Zanim ruszyła wyprawa pojawił się pomysł wyswatania Filipa z niedawno owdowiałą siostrą Baldwina, Sybillą. Sprzeciwił się temu kanclerz Królestwa Wilhelm z Tyru, hrabia Trypolisu Rajmund III i jego stronnicy z rodu Ibelinów. Kiedy Baldwin z Ibelinu publicznie obrzucił obelgami Filipa, ten w październiku opuścił Jerozolimę i udał się do księstwa Antiochii, gdzie wziął udział w bezowocnym oblężeniu Harimu.
Filip powrócił z Outremer w 1179 r. Chory król Ludwik VII wyznaczył go wówczas regentem w imieniu swojego syna, Filipa. Hrabia ożenił swojego podopiecznego ze swoją siostrzenicą, Izabellą z Hainaut, dając jej niebagatelne wiano – Artois. Kiedy jednak Ludwik zmarł w 1180 r., Filip II postarał się o zrzucenie kurateli Filipa Alzackiego. Rychło wybuchła wojna, a Pikardia i Île-de-France zostały spustoszone. Król Filip nie wydał przeciwnikowi walnej bitwy, przeciągnął natomiast na swoją stronę teścia, Baldwina z Hainaut, który opuścił stronę swojego szwagra na rzecz obrony interesów swojej córki i zięcia.
Elżbieta zmarła w 1183 r. i król Filip przekazał Vermandois jej siostrze, Eleonorze. Filip tymczasem poślubił w Brugii Teresę (ok. 1157 – 1218), córkę Alfonsa I Zdobywcy, króla Portugalii, i Matyldy, córki Amadeusza III Krzyżowca, hrabiego Sabaudii. Teresa wniosła Filipowi spore wiano, ale potomstwa mu nie dała.
Obawiając się okrążenia przez Francję i Hainaut Filip zdecydował się w końcu na podpisanie pokoju ze swoimi nieprzyjaciółmi, co nastąpiło 10 marca 1186 r. Filip zrzekał się hrabstwa Vermandois, które zostało wcielone do królewskiej domeny Kapetyngów, ale dożywotnio zachował dla siebie tytuł hrabiowski.
W 1190 r. Filip po raz kolejny przyjął krzyż i wziął udział w III wyprawie krzyżowej. Dołączył do flandryjskich oddziałów, które już wcześniej przybyły do Outremer. Niedługo po przybyciu pod oblężoną Akkę Filip zapadł na szalejącą w szeregach krzyżowców epidemię i zmarł 1 sierpnia 1191 r. Jego ciało zostało sprowadzone do Flandrii przez żonę, która występowała jako regentka podczas nieobecności męża. Filip został pochowany w opactwie Clairvaux.
Rządy Filipa zwiastowały kres pewnej epoki. Po raz pierwszy od dłuższego czasu król Francji roztoczył swoją władzę nad hrabią Flandrii. Wojna z Filipem Augustem wiele kosztowała hrabiego, ale nie zatrzymała ona dynamicznego rozwoju Flandrii, który będzie trwał jeszcze przez następne stulecia.
Filip był również mecenasem poety Chrétiena de Troyes, który właśnie na jego dworze pisał swój niedokończony poemat Perceval. Chrétien wychwala swojego mecenasa jako ideał rycerza i władcy, który w swej mądrości pozwolił mu opowiedzieć najlepszą historię jaką kiedykolwiek opowiadano.